# Ocarina
A ocarina é um instrumento de sopro, em formato oval ou oviforme, feito geralmente de porcelana, terracota, madeira ou pedra. Pertence à família das flautas e é um dos instrumentos musicais mais antigos do mundo. Usualmente, tem a forma oval e quatro a doze furos, para os dedos. Um tubo de passagem de ar projeta-se de seu corpo, servindo de bocal.

## História

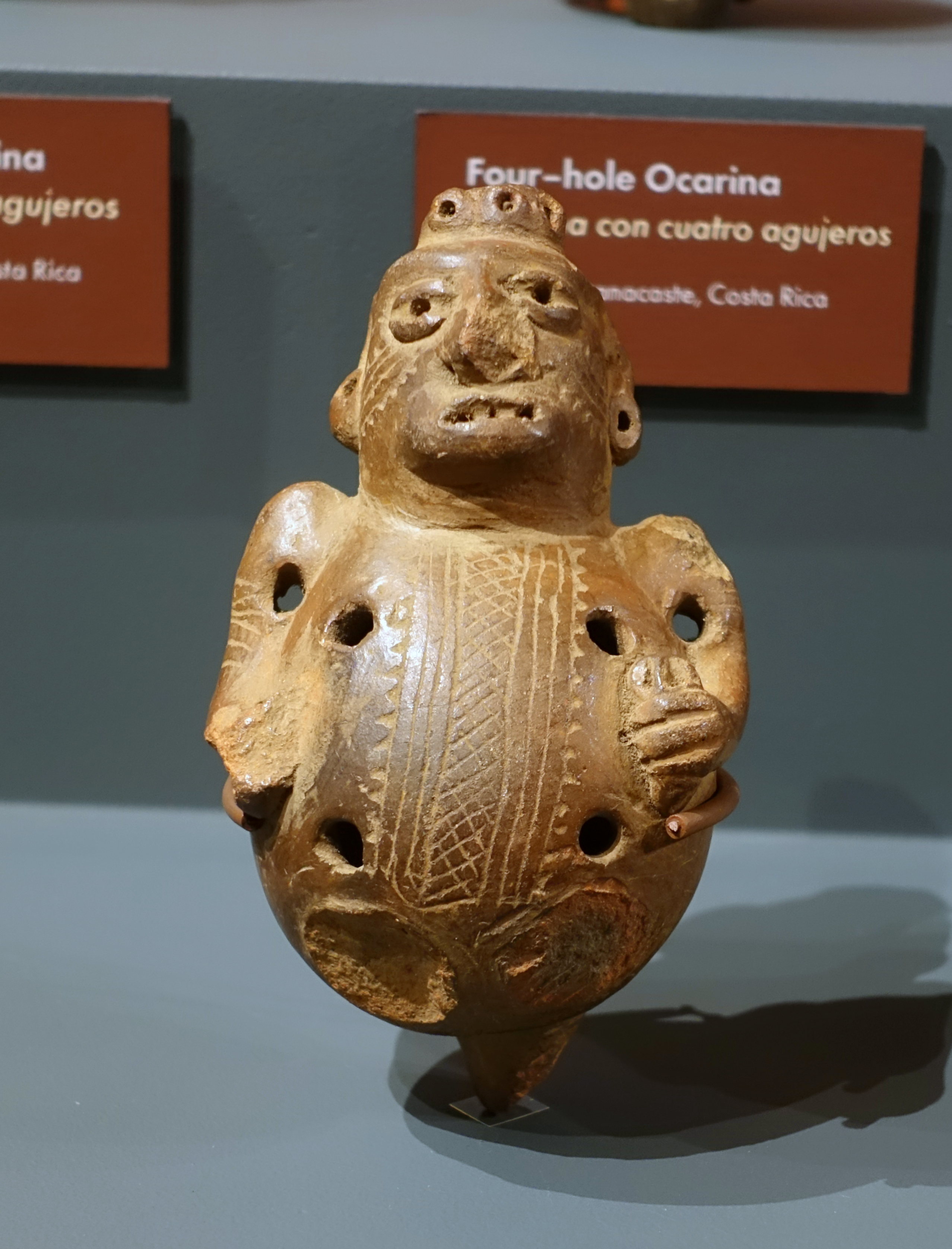
Ocarina mesoamericana de cerâmica, com quatro furos.

A Ocarina é uma família muito antiga de instrumentos, sendo que a ocarina mais antiga já encontrada tinha aproximadamente 12 000 anos. As ocarinas foram criadas pelos  maias e posteriormente aperfeiçoadas pelos italianos e alemães, que criaram versões da ocarina, como o gemshorn.

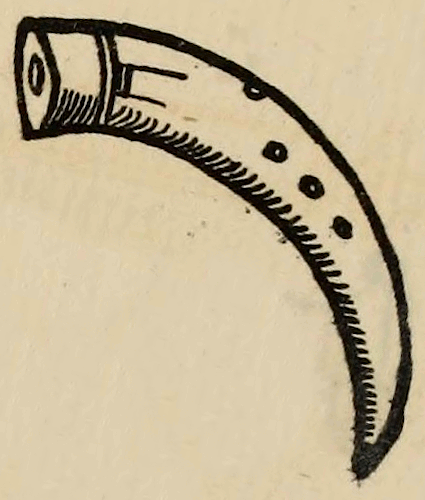
Um gemshorn.

O uso comum da ocarina nos países ocidentais data do século XIX, quando sua forma original (maia) foi aperfeiçoada pelo italiano Giuseppe Donati. O nome "ocarina" é derivado do emiliano ucaréṅna ('ganso pequeno') por sua semelhança com a forma da cabeça desse animal.
Foram produzidas ocarinas de porcelana belamente pintadas, como as ocarinas de Meissen. A fábrica de Meissen, na Alemanha, não construiu ocarinas, mas autorizou os fabricantes de ocarina a usar o padrão Meissen, azul e branco, no design exterior. Atualmente a maior empresa produtora de ocarinas do mundo é a STL Ocarina, nos Estados Unidos.
Recentemente a ocarina foi descoberta por muitas pessoas, quando a Nintendo lançou o jogo The Legend of Zelda: Ocarina of Time, no qual o protagonista Link toca uma ocarina azul, conhecida como Ocarina do Tempo.

## Classificação

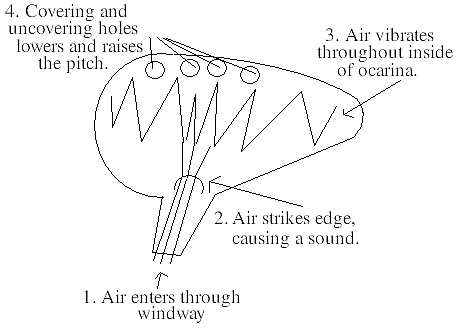
Como funciona uma ocarina.

A ocarina é uma flauta de formato globular. Isso a torna diferente dos instrumentos de tubo perfurados, como a flauta transversal e a flauta doce, onde as notas dependem do comprimento da distância percorrida pela coluna de ar. Por isso ela tem características acústicas diferentes. Tecnicamente, o seu corpo age como um ressonador de Helmholtz.
Uma ocarina é um instrumento de câmara fechada, diferente da flauta doce, por exemplo. Após o ar passar pela passagem de ar, ele atinge a rampa sonora (sound edge), causando um som que vibra dentro da câmara de ressonância (resonance chamber) da ocarina. O processo é diferente do da flauta doce, onde o ar passa diretamente, apenas atingindo a rampa sonora e sem vibrar na passagem de ar.
Uma ocarina pode ter uma câmara (4-12 furos), duas câmaras (16 furos) ou três câmaras (20 furos). Para mais sobre múltiplas câmaras, veja Ocarinas de câmaras múltiplas (abaixo).

## Desempenho
A ocarina, como outras flautas de corpo oco, tem a qualidade incomum de não depender do comprimento de seu tubo para produzir uma nota em particular. Ao invés disso as notas dependem da área de abertura total dos orifícios em relação ao volume total do instrumento. Isso significa que, diferente da flauta transversal ou da flauta doce, a posição dos orifícios não é relevante — o tamanho destes é o que importa.

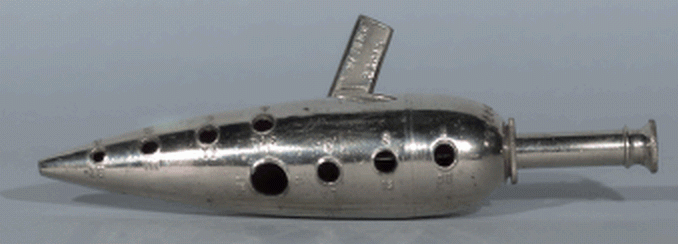
Ocarina de metal.

A câmara de ressonância da ocarina cria uma onda sonora senoidal sendo, assim, incapaz de criar sobreposições harmônicas. Isto significa que a técnica de soprar mais forte para “oitavar” notas não é possível com a ocarina, assim a sua extensão disponível é limitada. No entanto, a força do sopro pode alterar as notas, fazendo com que a ocarina desafine se soprada com muita ou pouca força. As notas diferentes são produzidas fechando os furos, sendo que quanto maior a área fechada mais grave a nota é.

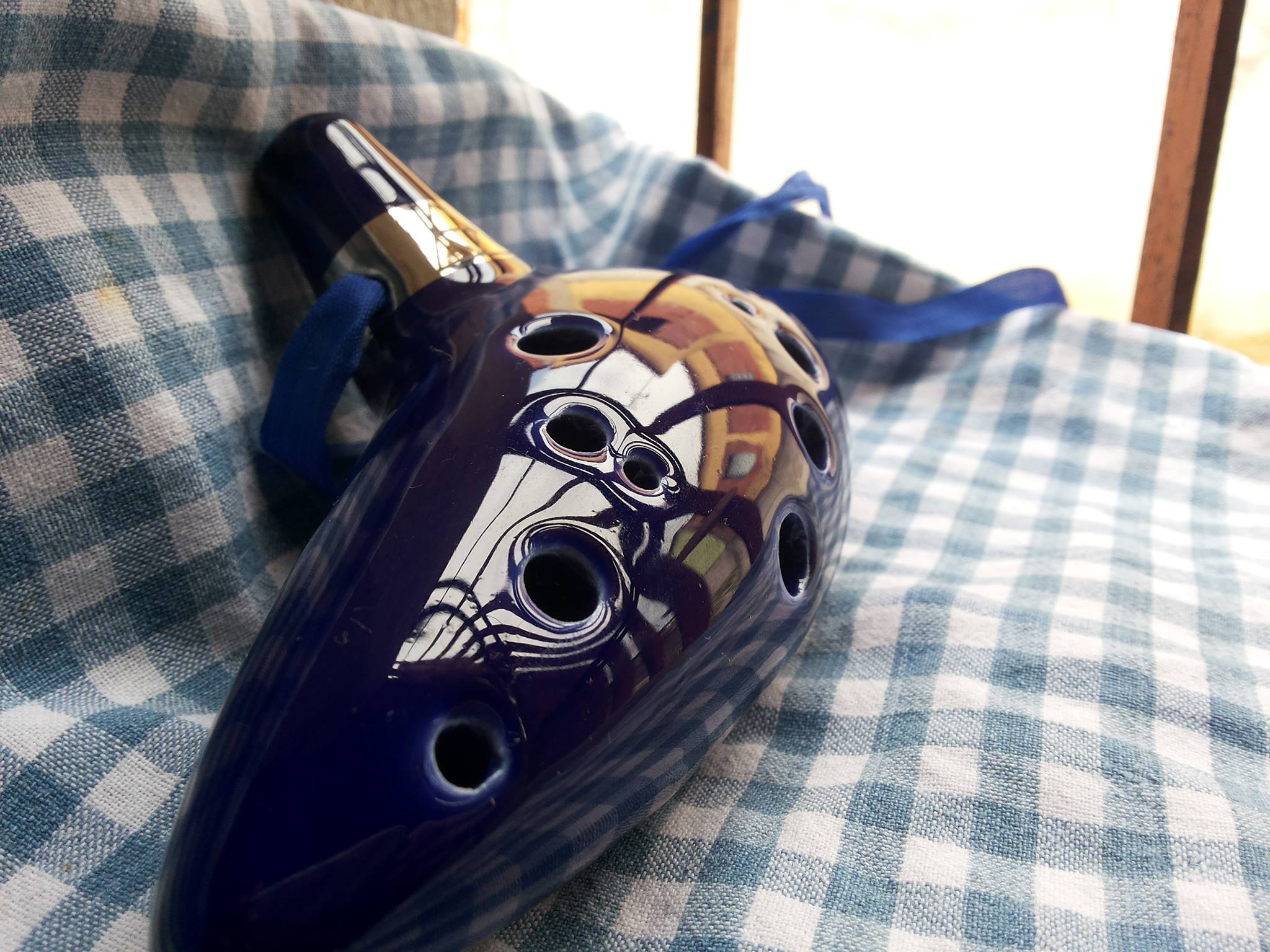
Uma réplica de porcelana da ocarina azul (ocarina do tempo) que vemos no jogo The Legend of Zelda Ocarina of Time.

## Ocarinas na cultura popular
No jogo The Legend of Zelda: Ocarina of Time, lançado para Nintendo 64 em 1998, a ocarina é o item central do jogo. O jogador pode tocar as músicas do jogo e qualquer outra música usando o controle do próprio console que teve os botões mapeados de forma a ter a mesma disposição da ocarina representada na tela. Foi com o jogo The Legend Of Zelda: Ocarina of Time que a Ocarina se popularizou.
No filme Dragon Ball Z: Se Goku não conseguir, quem conseguirá? o personagem Tapion tem uma ocarina mágica usada para deter o monstro Hirudegan.
Nos episódios 213, 214 e 215 de Naruto clássico é tocada por Menma.
No episódio 47 de Sekai Ninja Sen Jiraiya é tocada por uma personagem (Acarem).
Em Tonari no Totoro, o personagem título, Totoro, toca uma ocarina.
No filme Pokémon, the Movie 2000: The Power of One, a personagem Melody tem uma ocarina, usada para tocar a musica do Lugia, Lugia's Song.
No jogo Wadanohara E o Grande Mar Azul, a protagonista Wadanohara tem uma ocarina. O instrumento é um objeto muito importante para a mesma.
Na série Hora de Aventura, Episódio 12, Temporada 6, Jake dá a seu filho Kim Kil Whan uma ocarina feita de pedra. 
Em Power Rangers Wild Force (Força Animal no Brasil), o vilão Zen Aku toca uma espécie de ocarina.

## Ocarinas de câmaras múltiplas
Depois do aperfeiçoamento de Giuseppe Donati, alguns fabricantes de ocarinas fizeram ocarinas de câmaras múltiplas (duas ou três câmaras) com o objetivo de aumentar o alcance da ocarina. Também é possível tocar vários sons juntos (polifonia) com ocarinas de câmaras múltiplas.

## Ocarinas chaveadas

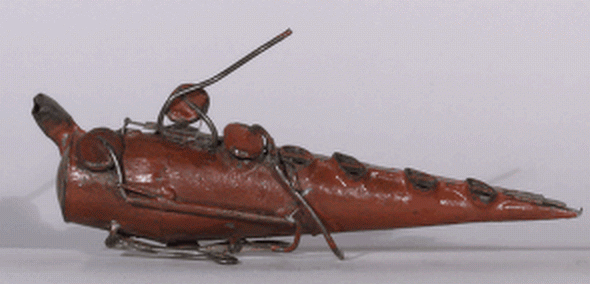
Ocarina chaveada.

Ocarinas chaveadas foram produzidas por vários fabricantes, muito experimentalmente, começando no final do século XIX.  Podem ser adicionadas chaves para aumentar a extensão do instrumento, ou para permitir que os dedos alcancem orifícios muito espaçados (o que raramente acontece, já que a ocarina é bem pequena).

## Galeria

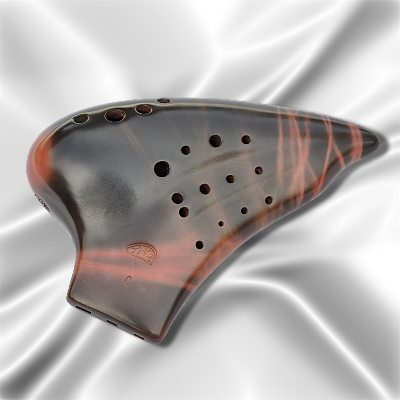
Uma ocarina "baixo" de câmara tripla.
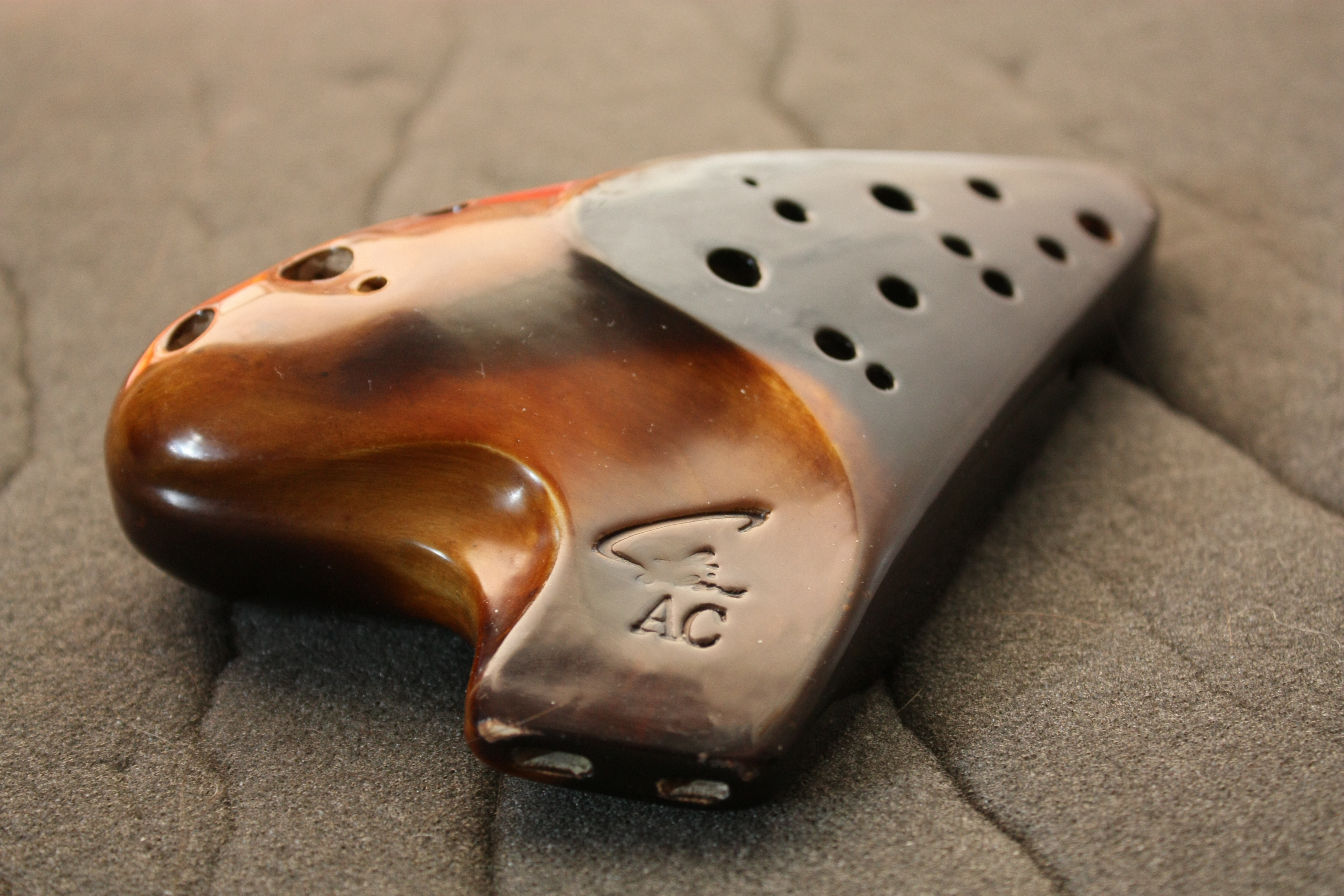
Uma ocarina asiática de câmara dupla. Os dois orifícios no bocal estão claramente visíveis, possibilitando ao músico alcançar uma grande gama de notas (17 no total, nesse caso do Lá 3 ao Dó 5).
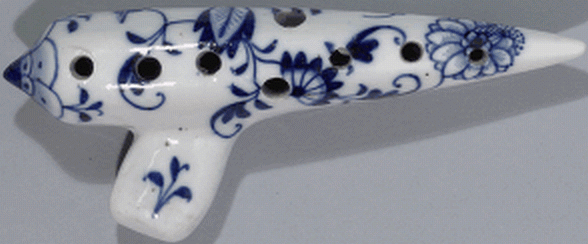
Ocarina transversal de porcelana pinatada, do início do século XX.
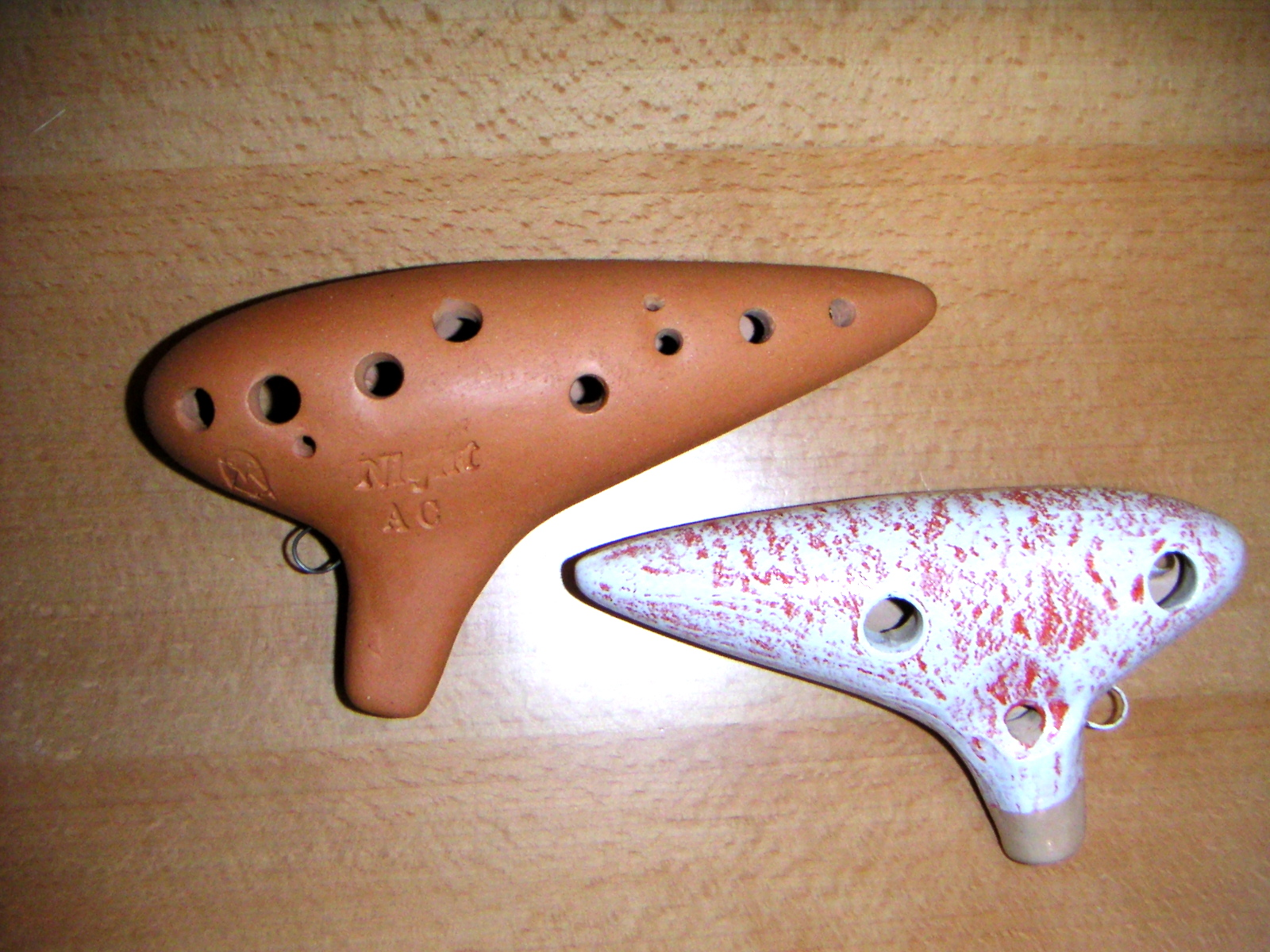
Frente e verso de ocarinas transversais. Os orifícios duplos da frente indicam um sistema de dedilhado desenvolvido no Japão do século XX.
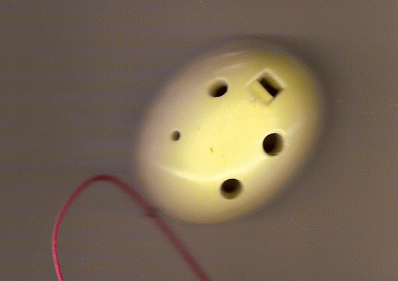
O pingente-ocarina, inventado nos anos 1960 por John Taylor, produz uma oitava usando apenas 4 orifícios.